# Siden Saxo
Siden Saxo var en tidsskrift för dansk historia, som gavs ut av Statens Arkiver i Danmark och utkom fyra gånger om året. Magasinet distribuerades av Syddansk Universitetsforlag. Tidsskriften slutade att udkomma 2019.
Magasinet innehöll artiklar om Danmarks och Europas historia son vanligen skrevs av fackhistoriker. Artiklar i Siden Saxo hade typiskt udgångspunkt i arkivariskt material.

## Redaktörer
- 1984–1987: Bent Blüdnikow, Steen Ousager, Hans Munk Pedersen, Poul Sverrild
- 1987–1988: Bent Blüdnikow, Steen Ousager
- 1989: Bent Blüdnikow, Poul Olsen, Steen Ousager
- 1990–1993: Poul Olsen, Henrik Stevnsborg, Bent Blüdnikow, Steen Ousager
- 1994–1995: Henrik Skov Kristensen, Steen Ousager, Bent Blüdnikow, Anette Warring, Henrik Stevnsborg
- 1996–2002: Charlotte S.H. Jensen
- 2003–2008: Lars Bangert Struwe, Ole Magnus Mølbak Andersen
- 2008–2019: Lars Bangert Struwe, Steffen Harpsøe